# Mary McCarthy
Mary McCarthy   (Seattle, 21 de juny de 1912 - Nova York, 25 d'octubre de 1989) va ser una important novel·lista, crítica i activista política estatunidenca.

## Obra seleccionada
- The Company she Keeps (1942)
- The Charmed Life (1955)
- Memories of a Catholic Girlhood (1957)
- The Group (1963)
- Writing on the Wall (1970)
- Birds of America (1971)
- The Seventeenth Degree (1975)